# Marinens Flyvebaatfabrikk M.F.7
Marinens Flyvebaatfabrikk M.F.7 là một loại thủy phi cơ hai tầng cánh, do hãng Marinens Flyvebaatfabrikk chế tạo cho Cục Không quân Hải quân Hoàng gia Na Uy từ năm 1923.

## Tính năng kỹ chiến thuật
Dữ liệu lấy từ Hafsten and Arheim
Đặc tính tổng quan
- Kíp lái: 2
- Chiều dài: 9,9 m (32 ft 6 in)
- Sải cánh: 14,7 m (48 ft 3 in)
- Chiều cao: 3,5 m (11 ft 6 in)
- Trọng lượng rỗng: 828 kg (1.825 lb)
- Trọng lượng có tải: 1.120 kg (2.469 lb)
- Động cơ: 1 × Mercedes D.III , 120 kW (160 hp)
- Cánh quạt: 2-lá

Hiệu suất bay
- Vận tốc cực đại: 120 km/h (75 mph; 65 kn)
- Vận tốc hành trình: 90 km/h (56 mph; 49 kn)
- Tầm bay: 275 km (171 mi; 148 nmi)
- Vận tốc lên cao: 1,39 m/s (274 ft/min)